# Lamer Exterminator
Lamer Exterminator (известен также как Lamex или Lamer) — загрузочный вирус, обнаруженный в октябре 1989 года в городе Эльмсхорн, Германия. Он был разработан для операционной системы Amiga и предназначен для заражения 3,5-дюймовых и 5,25-дюймовых дискет. После заражения вирус оставался в памяти в виде строки «The LAMER Exterminator!».
Принцип работы Lamer Exterminator заключается в шифровании самого себя и перезаписи загрузочных блоков на диске 84 раза строкой «LAMER!». Это приводит к полному уничтожению данных и возникновению системных ошибок, что может повлечь за собой потерю информации.
Существует несколько модификаций вируса, таких как Clist (Lame Style UK), Hilly и другие. Каждая из этих версий обладает своими уникальными особенностями, включая различные строки для перезаписи загрузочных блоков и дополнительные элементы в коде.